# 松陰寺 (佐賀市)
松陰寺（しょういんじ）は佐賀県佐賀市にある曹洞宗の寺院。山号は医王山、本尊は釈迦三尊。

## 歴史
伊藤常足が記した「大宰管内志」に依ると、元々は鈴隈山の南麓にある神代家の御霊屋下に在った。この付近に太郎丸という土地があり、そこに行基が作ったと伝わる薬師如来像があったことから、鍋島勝茂の娘で神代常親の室であった性空院（松陰大姉）が、先祖の菩提を弔うために仏殿を建立したとされ、開山は高伝寺の12世を務めた賢渚と伝わる。
山門の扁額は明暦3年（1657年）に来日した臨済宗黄檗派の僧侶・即非如一の筆によるものと云う。また、本尊の釈迦三尊は唐佛（中国から伝わったもの）とされ、釈迦と弟子の阿難・迦葉であるという。